# 河田嗣郎

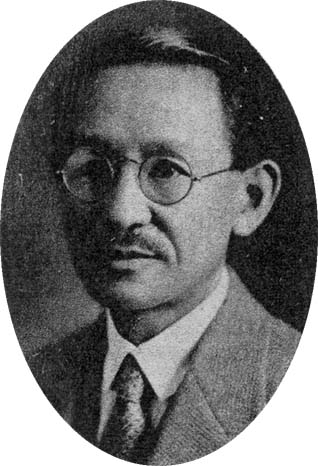
河田嗣郎

河田 嗣郎（かわた しろう、1883年〈明治16年〉4月22日 - 1942年〈昭和17年〉5月21日）は、日本の経済学者。京都帝国大学経済学部教授を経て、大阪商科大学（現：大阪市立大学）初代学長。

## 経歴・人物
山口県玖珂郡に地主・河田正輔の長男として生まれる。旧制山口中学・旧制山口高校（旧旧山高）を経て京都帝国大学法科大学を卒業、「恩賜の銀時計」を授与される。
卒業後国民新聞に入社するがすぐに京都帝大に戻って講師・助教授となり、欧米への留学後教授に昇進した。京大での経済学部独立に際しては同学部教授となり、社会政策学・農政学などを担当、学部長も務めた。同郷の出身で中学・高校でともに学び、京大法科・経済学部では同僚となった河上肇とは家族ぐるみの親交を結んだ。また米穀統制調査委員・文官高等試験委員など各種政府委員を歴任した。
1928年、關一大阪市長の招聘を受け大阪商科大学の発足に当たり初代学長に就任、さらに大阪市経済研究所長を兼任し、その後死去に至るまでの14年にわたり学長の任にあった。1933年、出身校の京大で滝川事件が発生、処分に反対する法学部教官が京大を辞任すると、河田は辞任組教官の中心と目された末川博・恒藤恭を商大に迎え入れるなど、当時の商大は戦時下にもかかわらず自由主義的な雰囲気が守られていたといわれる。しかしその一方、学生に人気のあった左派教員の立野保男講師に対して免職に追いやるなどの厳しい態度を取ったことで非難された。1942年死去。墓所は京都市左京区の法然院にある。

## 業績・思想
河田は家族制度研究に始まり、婦人問題、農業経済、食糧問題、経済原論など社会問題全般に及ぶ広範な領域に対し実際的な問題関心を抱き続けたが、主要な研究分野は農業問題研究、家族制度研究に2大別される。また社会政策学会に参加し、「個人人格の尊重」と「その社会生活上及び経済生活上の平等なる独立」を「社会問題の解決」に置く、主流派よりはやや左派的な立場をとった。その分析手法は新古典派経済学に基づくもので必ずしもマルクス主義的ではなかったが、自由主義的な立場では終生一貫していたといわれる。
各種政府委員を歴任する一方で社会的発言を盛んに行い、著書『婦人問題』は1910年9月30日に家族制度を破壊する恐れがあるとして文部省より発禁処分を受けている。また社会主義に対しても柔軟な立場をとり、評論集『何処へ往く』では集権的集産主義を提唱した。晩年の著作『国防経済概論』でも戦時政策に対する「経済の自己規律性」の制約を協調するなど、リベラルな態度を崩さなかった。

## 親族
- 河田悌一（関西大学学長）、フランシス・フクヤマは孫に当たる。

## 年譜
- 1883年4月22日 - 生誕。
- 1907年
  - 7月 - 京都帝国大学法科大学卒
  - 8月 - 国民新聞社入社
- 1908年8月 - 京都帝大法科講師
- 1909年10月 - 京都帝大法科助教授
- 1912年8月 - 欧米留学に出発（1915年4月帰国）。
- 1916年4月 - 経済学第5講座を担任。
- 1918年4月 - 京都帝大法科教授
- 1919年
  - 4月 - 法学博士 
  - 5月 - 京都帝大経済学部教授
- 1922年6月 - 社会政策講座を担任。
- 1925年5月 - 経済学部学部長（ - 1926年5月）
- 1928年6月 - 京大を辞職し大阪商科大学長に就任。
- 1942年5月21日 - 在任のまま逝去（享年60）。

## 栄典
- 1919年（大正8年）8月11日 - 従五位[1]

## 著作

### 単著
- 『家族制度ノ発達』京都法学会〈法律学経済学研究叢書 第4冊〉、1909年11月。 NCID BN02820623。全国書誌番号:57012249。
- 『資本主義的精神』京都法学会〈法律学経済学研究叢書 第6冊〉、1910年5月。 NCID BN0890018X。全国書誌番号:52010578。
- 『婦人問題』隆文館〈最近経済問題 第10巻〉、1910年9月。 NCID BN02783549。全国書誌番号:40031746 全国書誌番号:91090072。
- 『土地経済論』博文館、1912年5月。 NCID BN03945908。全国書誌番号:40033125。
  - 近藤康男 編『土地経済論』（復刻版）農山漁村文化協会〈明治大正農政経済名著集 10〉、1976年9月。 NCID BN00745323。全国書誌番号:70025316。
- 『植民地としてのブラジル』有斐閣、1914年4月。 NCID BA41308907。全国書誌番号:43004499。
- 『穀価ノ研究』京都法学会〈法律学経済学研究叢書 第20冊〉、1917年12月。 NCID BN08696593。全国書誌番号:43007122。
  - 『穀価の研究』（復刻版）龍渓書舎〈明治後期産業発達史資料 第442巻〉、1998年12月。 NCID BA39911779。全国書誌番号:99053982。
- 『農業倉庫論』弘文堂、1918年5月。 NCID BN12431978。全国書誌番号:43025542。
- 『家族制度研究』弘文堂、1919年11月。 NCID BN05454372。全国書誌番号:43028300。
- 『経済学要義』弘文堂、1920年5月。 NCID BN05705086。全国書誌番号:43045705。
- 『食糧と社会』弘文堂、1921年4月。 NCID BN12944123。全国書誌番号:43035826。
- 『農業労働と小作制』岩波書店、1922年12月。 NCID BN05723995。全国書誌番号:43035862。
- 『農業社会主義と組合社会主義』弘文堂、1923年2月。 NCID BN15985218。全国書誌番号:43038308。
- 『震災経済誌』大阪毎日新聞社・東京日日新聞社〈学術叢書 第1編〉、1923年12月。 NCID BN05819008。全国書誌番号:43040584。
- 『家族制度と婦人問題』改造社、1924年9月。 NCID BN0278592X。全国書誌番号:43043912。
  - 『家族制度と婦人問題』（復刻版）クレス出版〈「家族・婚姻」研究文献選集 5〉、1989年10月。 NCID BN0278592X。全国書誌番号:90014351。
  - 『家族制度と婦人問題』（新装版）クレス出版〈「家族・婚姻」研究文献選集 5〉、1999年11月。 NCID BA44546832。全国書誌番号:20029523。
- 『社会問題体系』 全8巻、有斐閣、1925年3月-1935年10月。 NCID BN02394762。全国書誌番号:43047539 全国書誌番号:47000042 全国書誌番号:48001765 全国書誌番号:48001766。
- 『農村研究』弘文堂、1925年5月。 NCID BN1601222X。全国書誌番号:43049131。
- 『農政四十三講』改造社、1925年6月。 NCID BN07754956。全国書誌番号:43049901。
- 『農業経済の改造』大分県農会、1925年6月。 NCID BN14918033。全国書誌番号:43049915。
- 『婦人問題に就いて』学芸講演通信社〈学芸講演通信社パンフレット〉、1925年9月。全国書誌番号:43046231。
- 『実業教育経済各論』金港堂、1926年1月。 NCID BB25376175。全国書誌番号:42016123。
- 『農村問題の思想的背景』学芸講演通信社〈学芸講演通信社パンフレツト 第13編〉、1926年5月。全国書誌番号:43046251。
- 『労働組合と労働争議』弘文堂、1926年7月。 NCID BN16133381。全国書誌番号:43052871。
- 『現代の社会と経済』岩波書店、1926年8月。 NCID BN1598191X。全国書誌番号:43045233。
- 『社会問題綱要』改造社、1926年11月。全国書誌番号:43052633。
- 『農業社会化運動』弘文堂、1928年4月。 NCID BN07879612。全国書誌番号:47015112。
- 『経済学原論』日本評論社〈現代経済学全集 第3巻〉、1929年2月。 NCID BN05324355。全国書誌番号:46086277 全国書誌番号:62001487。
- 『実業教育 経済学要論』 前後篇、金港堂、1930年1月-2月。全国書誌番号:44037483 全国書誌番号:44037482。
- 『土地経済論』日本評論社〈現代経済学全集 第22巻〉、1931年5月、1-136頁。 NCID BN05339374。全国書誌番号:46086296 全国書誌番号:48015432。
- 『米価基準の理論と実際』大同書院、1931年10月。 NCID BN14167859。全国書誌番号:47019160。
- 『公民科設問解義』 上下巻、東京開成館、1932年-1933年。 NCID BA34951426。全国書誌番号:46087032。
- 『社会政策原論』有斐閣、1934年10月。 NCID BN12916456。全国書誌番号:47000697。
- 『経済学原理』日本評論社〈経済学体系 第5巻〉、1936年5月。 NCID BN07692633。全国書誌番号:46050158。
- 『統制経済の現勢に就て』大阪夕刊新聞社、1936年9月。 NCID BA49035819。全国書誌番号:44027623。
- 『日本社会政策』千倉書房、1937年8月。 NCID BN10544452。全国書誌番号:46068443 全国書誌番号:53016732。
- 『時局下の思想と経済』日本評論社、1939年8月。 NCID BN08701194。全国書誌番号:46055763。
- 『農業金融の理論と実際』有斐閣〈日本学術振興会第21小委員会報告〉、1939年9月。 NCID BN08375556。全国書誌番号:46069584。
- 『国防経済概論』日本評論社、1941年5月。 NCID BN10611775。全国書誌番号:46011149 全国書誌番号:60011602。
- 『産業人の国家任務』広島県産業報国会〈産報講演集 第3輯〉、1941年9月。全国書誌番号:44023228。
- 『国民経済学』日本評論社、1942年10月。 NCID BN07980671。全国書誌番号:46010397。
- 『経済と美術・工芸』有斐閣、1942年2月。 NCID BN03822431。全国書誌番号:46023168。
- 『農業新機構研究』日本評論社〈大阪商科大学経済研究所研究叢書 第11冊〉、1942年3月。 NCID BN13944887。全国書誌番号:46042009 全国書誌番号:53015710。
- 『社会組織と社会政策』日本評論社、1942年8月。 NCID BN11282555。全国書誌番号:46012629。
- 『静観抄』四宮恭二、1942年12月。 NCID BA31168142。全国書誌番号:46027627。

### 共著
- 河田嗣郎、岡本一郎『史的研究 日本ノ経済ト仏教』京都法学会〈法律学経済学研究叢書 第9冊〉、1912年7月。 NCID BN07753443。全国書誌番号:40032102。
- 鳩山秀夫、河田嗣郎『輓近法制経済教科書』開成館、1915年12月。 NCID BA3715626X。全国書誌番号:43011181。
- 大瀬甚太郎、河田嗣郎『商業学校修身書教授備考』東京開成館、1935年2月。全国書誌番号:44037615。
- 河田嗣郎、鳩山秀夫『公民科講義』 上巻、東京開成館、1938年12月。 NCID BN12489140。全国書誌番号:。
- 河田嗣郎、硲正夫『農家負債と其整理』有斐閣〈日本学術振興会第21小委員会報告〉、1940年2月。 NCID BN09123402。全国書誌番号:46069696。
  - 河田嗣郎、硲正夫 著、近藤康男 編『農家負債と其整理』（復刻版）農山漁村文化協会〈昭和前期農政経済名著集 15〉、1979年1月。 NCID BN00756975。全国書誌番号:79007629。
- 鳩山秀夫、河田嗣郎『最新法制経済通義』東京開成館、1940年7月。 NCID BA31244965。全国書誌番号:44009029。

### 共訳
- ピールソン 著、河上肇・河田嗣郎 訳『価値論』宝文館、1911年6月。 NCID BN0763970X。全国書誌番号:40031768。

### 論文
- 三笘利幸 「河田嗣郎における「資本主義的精神」」『社会学史研究』第26号（2004年6月）

### 研究書
- 亀口まか『河田嗣郎の男女平等思想；近代日本の婦人問題論とジェンダー』白澤社、2000年 ISBN 9784768479834

### 事典項目
- 今防人「河田嗣郎」『日本人名大事典：現代』平凡社、1979年
- 下田平裕身「河田嗣郎」『国史大辞典』吉川弘文館
- 秦郁彦『日本近現代人物履歴大事典』東京大学出版会、2000年
- 『20世紀日本人名事典』日外アソシエーツ、2004年